# Kupagyőztesek CONCACAF-kupája
A Kupagyőztesek CONCACAF-kupája (angolul: CONCACAF Cup Winners Cup) egy a CONCACAF által kiírt nemzetközi labdarúgótorna volt, amit 1991 és 1998 között rendeztek, azonban az utolsó három torna elmaradt és sosem került megrendezésre.
A sorozatban Észak- és közép-amerikai csapatok vettek részt.

## Kupadöntők
| Év   | Győztes           | 2. helyezett      |
| ---- | ----------------- | ----------------- |
| 1991 | Atlético Marte    | Comunicaciones    |
| 1992 | Nem rendezték meg | Nem rendezték meg |
| 1993 | Monterrey         | Real España       |
| 1994 | Necaxa            | Aurora            |
| 1995 | Tecos UAG         | Firpo             |
| 1996 | Elmaradt          | Elmaradt          |
| 1997 | Elmaradt          | Elmaradt          |
| 1998 | Elmaradt          | Elmaradt          |

## Klubonként
| Csapat         | Győzelmek | Második hely | Győztes év | Döntős év |
| -------------- | --------- | ------------ | ---------- | --------- |
| Atlético Marte | 1         | 0            | 1991       |           |
| Monterrey      | 1         | 0            | 1993       |           |
| Necaxa         | 1         | 0            | 1994       |           |
| Tecos UAG      | 1         | 0            | 1995       |           |
| Comunicaciones | 0         | 1            |            | 1991      |
| Real España    | 0         | 1            |            | 1993      |
| Aurora         | 0         | 1            |            | 1994      |
| Firpo          | 0         | 1            |            | 1995      |

## Országonként
| Ország    | Győzelmek száma | Második hely |
| --------- | --------------- | ------------ |
| Mexikó    | 3               | 0            |
| Salvador  | 1               | 1            |
| Guatemala | 0               | 2            |
| Honduras  | 0               | 1            |